# Discographie de Mike Shannon
De très nombreuses rééditions des titres des Chats Sauvages avec Mike Shannon ont paru en vinyle, K7 ou CD en France et à l'étranger. Il est fait état ici des titres et pressages originaux. Depuis 2014, les droits d'édition des Chats Sauvages sont dans le domaine public. 
Les albums de Mike Shannon contiennent des reprises et adaptations de titres des années 1960 (standards étrangers en majorité, Chats Sauvages, quelques titres de sa propre composition), régulièrement réédités sous forme de compilations.

## Singles 45T

### Avec les Chats Sauvages
1. 1962 : Sherry - Derniers baisers (Pathé 45G.1778)
2. 1962 : Mon copain - Tout le monde twiste (Pathé 45G.1781)
3. 1963 : Emmène moi - Judy, rappelle toi (Pathé 45G.1799)
4. 1963 : Johnny rappelle toi - John, c'est l'amour (Pathé 45G.1800)
5. 1963 : Venez les filles - Horizon (Pathé 45G.1801)
6. 1963 : Ton jouet - Tu n'aimes que moi (Pathé 45G.1807)
7. 1963 : Quelle nouvelle - Allons reviens danser (Pathé 45G.1832)
8. 1963 : Dis lui que je l'aime - Une fille comme toi (Pathé 45G.1839)
9. 1963 : O Valérie - Laisse moi chanter (Pathé 45G.1872)
10. 1963 : Elle t'aime - Moins d'une minute (Pathé 45G.1873)
11. 1964 : Jolie fille - Seul (Pathé 45G.1893)
12. 1964 : Ericka - La route (Pathé 45G.1898)
13. 1964 : Malgré tout ça - Merci (Pathé 45G.1923)
14. 1964 : Obsession - Merci (Pathé 45G.1930)

### Carrière solo
1. 1966 : Mama - Abandon & Mama - Comme la mer (Vogue V45-1361), 2 versions sous réf. unique : Les Brummells, en duo avec Roland Gaillac
2. 1967 :  Étrange garçon - Vendredi m'obsède (Vogue Canada V.4267) : sous le nom de George Brummell
3. 1967 : L'histoire de Grégory - Il travaille à la mine (Canusa Canada C.343) : sous le nom de George Brummell
4. 1968 : Celui là - Chérie & Celui là - Tes yeux me parlent (Canusa Canada C.353), 2 versions sous réf. unique : sous le nom de George Brummell
5. 1969 : Notre amour est un grand musicien - Mais si quelqu'un (Canusa Canada R.2002) : sous le nom de George Brummell
6. 1971 : Il est parti seul - Tu es revenue (Tremplin Canada TN.103) : sous le nom de Michel Simonet
7. 1972 : So sad - Pretty little girl (Decca 84.024) : avec l'orchestre René Coll
8. 1973 : Annick - Horizon (Decca 84.116) : avec l'orchestre René Coll
9. 1973 : Waranico : Come tomorrow - Would you be the man (CBS 17.565) : en tant que compositeur
10. 1975 : La fin d'une illusion - Les souvenirs d'un été (United Artists UP-85833)
11. 1977 : Chipie : La dégaine - Cool Music Medley (Trigo PS.5054) : en tant que compositeur
12. 1977 : Derniers baisers - Symphonie (Pathé 2C006-12661)
13. 1978 : L'amour s'en va trop tôt + instrumental (MM Records 6172-784) : avec l'orchestre René Coll
14. 1983 : California girl - Cry me a river (Carrère Diama 12.253 & Diama Music DIAM.1001)
15. 1986 : Mon amour n'a pas changé - Dingue de rock (Motors M00.3008-PY102), puis 1988 : (Scopitone S.84101-1320)
16. 1990 : La force du Rock'n'Roll - Remise en question (Scandia EMC-58717)

## EP 45T

### Avec les Chats Sauvages
1. 1962 : Derniers baisers - Tout le monde twiste - Sherry - Mon copain (Pathé EA.631)
2. 1963 : John, c'est l'amour - Horizon - Emmène moi - Judy, rappelle toi (Pathé EA. 644)
3. 1963 : Dis lui que je l'aime - Une fille comme toi - Quelle Nouvelle - Allons, reviens danser (Pathé EA.671)
4. 1963 : Venez les filles + 3 instrumentaux par Jacques Lasry et Georges Moustaki, B.O. du film Le Roi du village (Pathé EG.659)
5. 1963 : Laisse moi chanter - O Valérie - Elle t'aime - Moins d'une minute (Pathé EG.662)
6. 1964 : Jolie fille - La route - Seul - Ericka (Pathé EG.759)
7. 1964 : Merci - Je suis prêt - Obsession - Malgré tout ça (Pathé EG.795)

### Carrière solo
1. 1966 : Je voudrais tant te parler d'elle - Amour de sable - Et je reviens - Je serais toujours seul (Vogue EPL.8364) : sous le nom de Mick Shannon, erreur du maquettiste
2. 1966 : Mama - Schisme diplomatique 7 - Abandon - Des lendemains & Comme la mer - Schisme diplomatique 7 - Mama - Des lendemains (Vogue EPL.8465), 2 versions sous réf. unique : Les Brummells, en duo avec Roland Gaillac
3. 1966 : Vendredi m'obsède - La fille du vent - Étrange garçon - Je suis comme tu m'as fait (Vogue EPL.8515) : sous le nom de George Brummell